# Atomosia panamensis
Atomosia panamensis är en tvåvingeart som beskrevs av Charles Howard Curran 1930. Atomosia panamensis ingår i släktet Atomosia och familjen rovflugor.
Artens utbredningsområde är Panama. Inga underarter finns listade i Catalogue of Life.